# Голенева, Екатерина Михайловна
Екатерина Михайловна Голенева (родилась 8 марта 1936 года, деревня Высокая, Слободо-Туринский район, Свердловская область, СССР) — Герой Социалистического Труда, доярка госплемзавода «Пионер» Талицкого района Свердловской области.

## Биография
Родилась 8 марта 1936 года в деревне Высокая Слободо-Туринского района Свердловской области, где окончила школу и вышла замуж.
В 1953 году вместе с мужем переехала в деревню Сосновка Талицкого района Свердловской области, где устроилась работать кладовщицей. Затем работала дояркой, мастером машинного доения первого класса Сосновской молочно-товарной ферме № 3 госплемзавода «Пионер». Екатерине Михайловне удалось увеличить до 4909 литров в 1979 году, и 4620 литров в 1984 году.
Вышла на пенсию и проживает в посёлке Пионерский Талицкого района.
Избиралась депутатом Верховного Совета СССР 9-го созыва, депутатом Талицкого районного и Кругловского сельского совета народных депутатов, членом Свердловского обкома профсоюзов работников сельского хозяйства, была участником Всесоюзной ВДНХ СССР.

## Награды
За свои достижения была награждена:
- медаль ВДНХ;
- 08.04.1971 — орден Ленина;
- 06.09.1973 — звание Герой Социалистического Труда с золотой медалью Серп и Молот и орден Ленина «за выдающиеся успехи, достигнутые во Всесоюзном социалистическом соревновании, и проявленную трудовую доблесть в выполнении принятых обязательств по увеличению производства и заготовок продуктов животноводства в период 1972—1973 годах».